# اکاتپک د مورلوس
اکاتپک د مورلوس (به اسپانیایی: Ecatepec de Morelos) یک منطقهٔ مسکونی در مکزیک است که در ایالت مخیکو واقع شده‌است. اکاتپک د مورلوس ۱۶۰٫۱۷ کیلومتر مربع مساحت و ۱٬۶۵۶٬۱۰۷ نفر جمعیت دارد و ۲٬۲۵۰ متر بالاتر از سطح دریا واقع شده‌است.

## خواهرخوانده
شهر کاراکاس خواهرخواندهٔ اکاتپک د مورلوس هست.